# Achterbroek (Zuid-Holland)
Achterbroek is een buurtschap in de gemeente Krimpenerwaard, in de Nederlandse provincie Zuid-Holland. De buurtschap bestaat uit lintbebouwing in de gelijknamige polder, en is gelegen tussen de Achterwetering en de Voorwetering. De buurtschap strekt zich ongeveer uit over drie kilometer en valt formeel onder het dorp Berkenwoude.

## Geschiedenis
Tot en met 31 december 2014 was Achterbroek onderdeel van de gemeente Bergambacht. De buurtschap lag in een uitstulping van die gemeente, min of meer ingeklemd tussen de toenmalige gemeenten Ouderkerk en Vlist. Op 1 januari 2015 ging Bergambacht samen met de omringende gemeenten op in de gemeente Krimpenerwaard.

## Bron
- ANWB Topografische Atlas Nederland, 2002. ISBN 90 18 01578 4

Hoofdplaats: Stolwijk    
Steden: Haastrecht · Schoonhoven

Dorpen: Ammerstol · Bergambacht · Berkenwoude · Gouderak · Krimpen aan de Lek · Lekkerkerk · Ouderkerk aan den IJssel · Vlist · Willige Langerak

Buurtschappen: Achterbroek · 't Beijersche · Beneden-Haastrecht · Benedenheul · Benedenberg · Benedenkerk · Bilwijk · Bonrepas · Bergstoep · Bovenberg · Boven-Haastrecht · Bovenstad/Steenplaats · Goudseweg · De Hem · Hoogedijk · IJssellaan · Kadijk · Koolwijk · Lageweg · Opperduit · Oudeland · Rozendaal · Schoonouwen · Schuwacht · Stein · Tussenlanen · 't Zwaantje · Zuidbroek

Zuid-Holland: Steden en dorpen    Nederland: Provincies · Gemeenten